# Reserva Nacional del Canyó del Riu Little
La Reserva Nacional del Canyó del Riu Little (Little River Canyon National Preserve) protegeix els recursos naturals, recreatius i culturals del Canyó del Riu Little localitzat al nord-est d'Alabama (Estats Units).
Comtat de Cherokee
Comtat de DeKalb Una varietat d'afloraments i penya-segats rocosos crea un ambient únic per a diverses espècies amenaçades i en perill d'extinció i per realitzar activitats esportives, com el caiac i l'escalada de roques. A diferència del cas d'un parc nacional, a la reserva es permeten la caça i la pesca.